# Chiesa della Madonna della Neve (Monforte d'Alba)
La chiesa della Madonna della Neve è la parrocchiale di Monforte d'Alba nella provincia di Cuneo in Piemonte. Appartiene alla diocesi di Alba, e risale al XIII secolo.